# Lindava (přírodní rezervace)
Lindava je přírodní rezervace v katastrálním území obce Budmerice v okrese Pezinok v Bratislavském kraji na Slovensku. Území bylo vyhlášeno v roce 1984 a jeho rozloha je 46,2 hektaru. Předmětem ochrany jsou lesní společenstva 2. vegetačního stupně.